# Ulysse Nardin

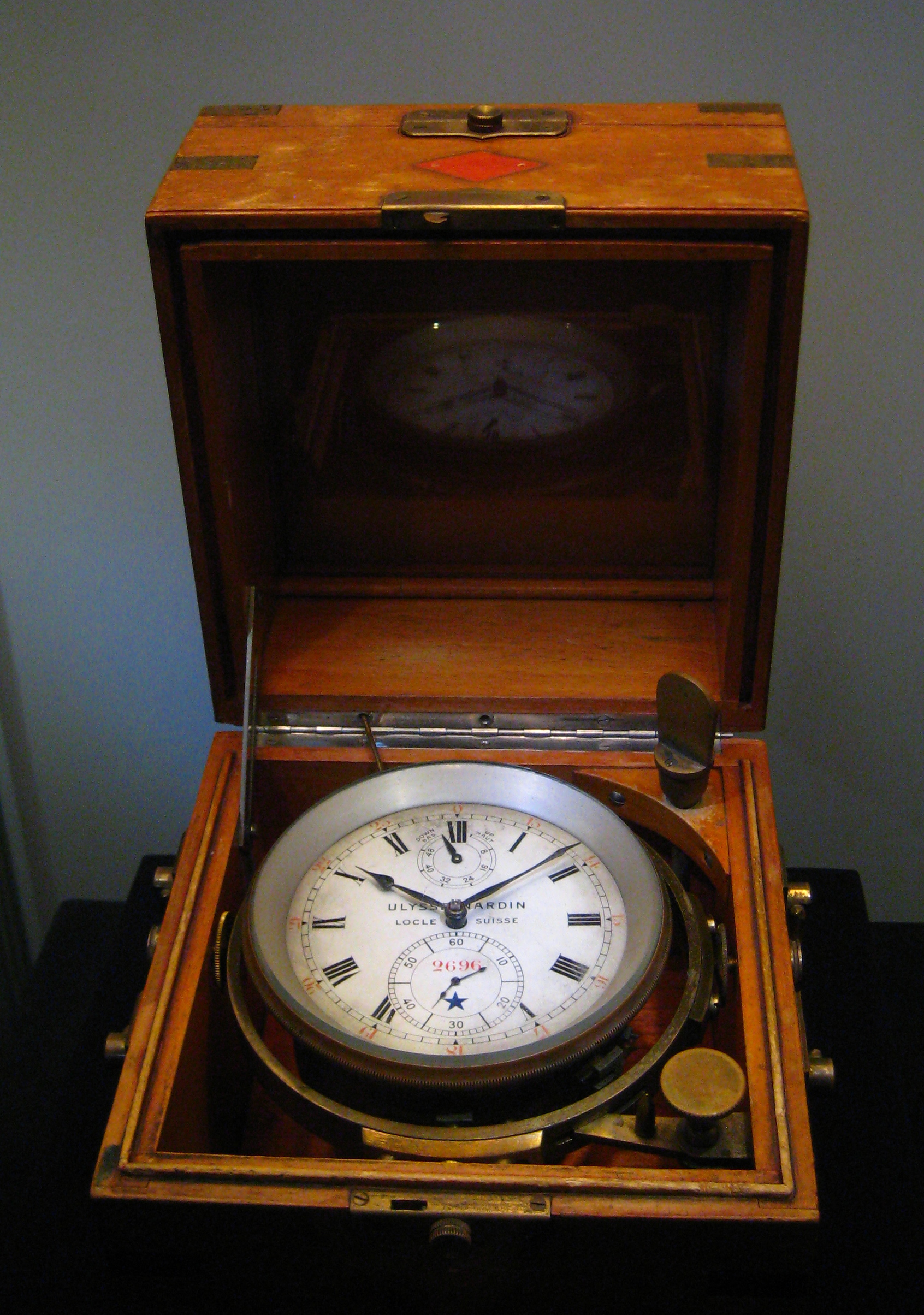
Námořní chronometr z roku 1930

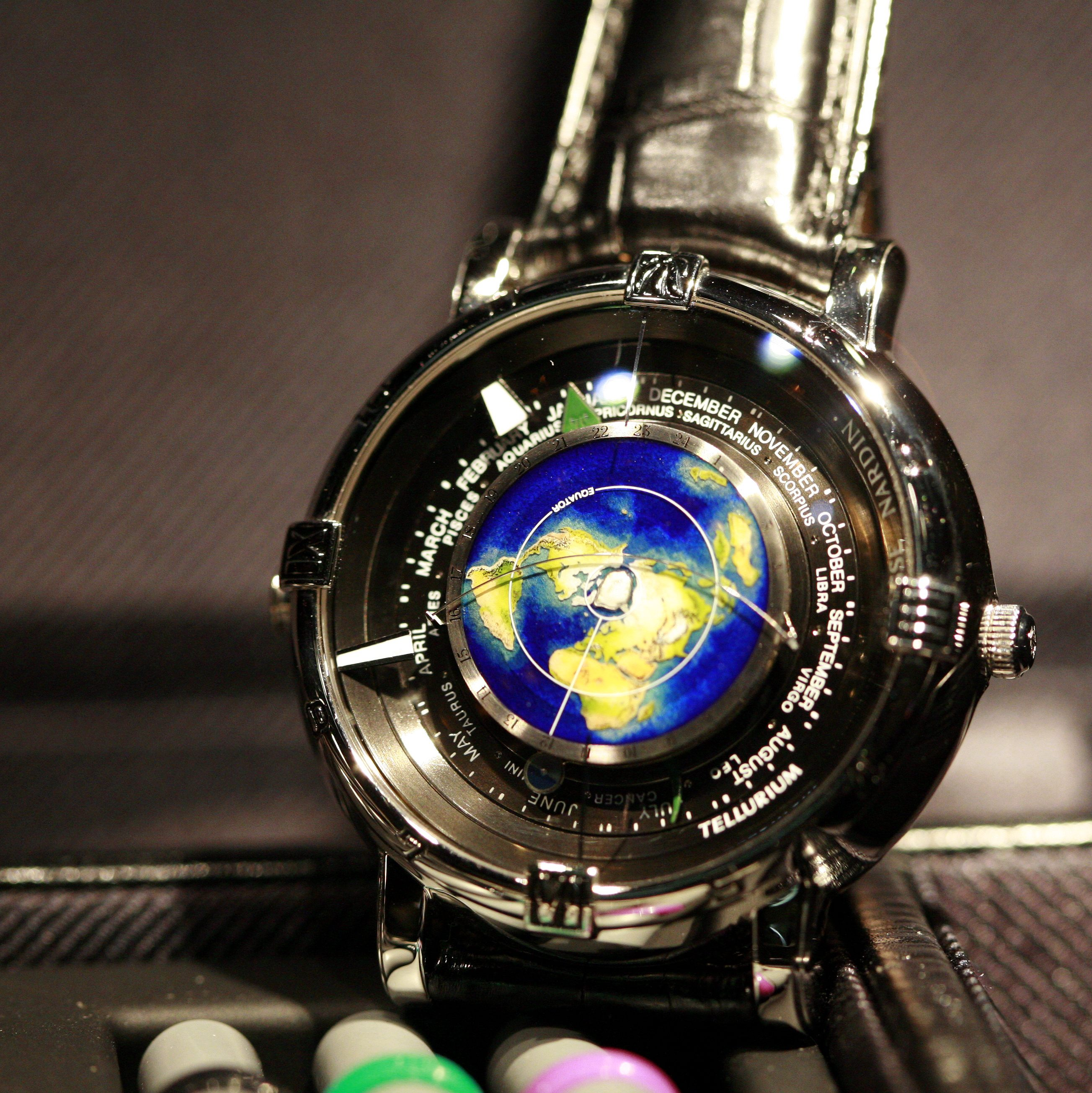
Tellurium Johannes Kepler, tellurian z roku 1992

Ulysse Nardin SA je švýcarský výrobce hodinek, který byl založen hodinářem Ulysse Nardinem (1823–1876) roku 1846 v Le Locle.
Až do začátku druhé poloviny 20. století se výrobce zaměřoval na přesně měřící nástroje pro lodní dopravu, včetně námořních chronometrů, též komplikovaných hodinek. Během quartzové krize se firma potýkala s finančními problémy (v 70. a 80. letech 20. století) až do firmy roku 1983 vstoupil investor Rolf W. Schnyder a transformoval ji ve funkční organizaci. Schnyder spolupracoval s hodinářem Ludwigem Oechslinem. Od roku 2014 je Ulysse Nardin součást francouzského koncernu Kering, který se zaměřuje na luxusní módu a doplňky.